# St. Kunigunde (Rochlitz)

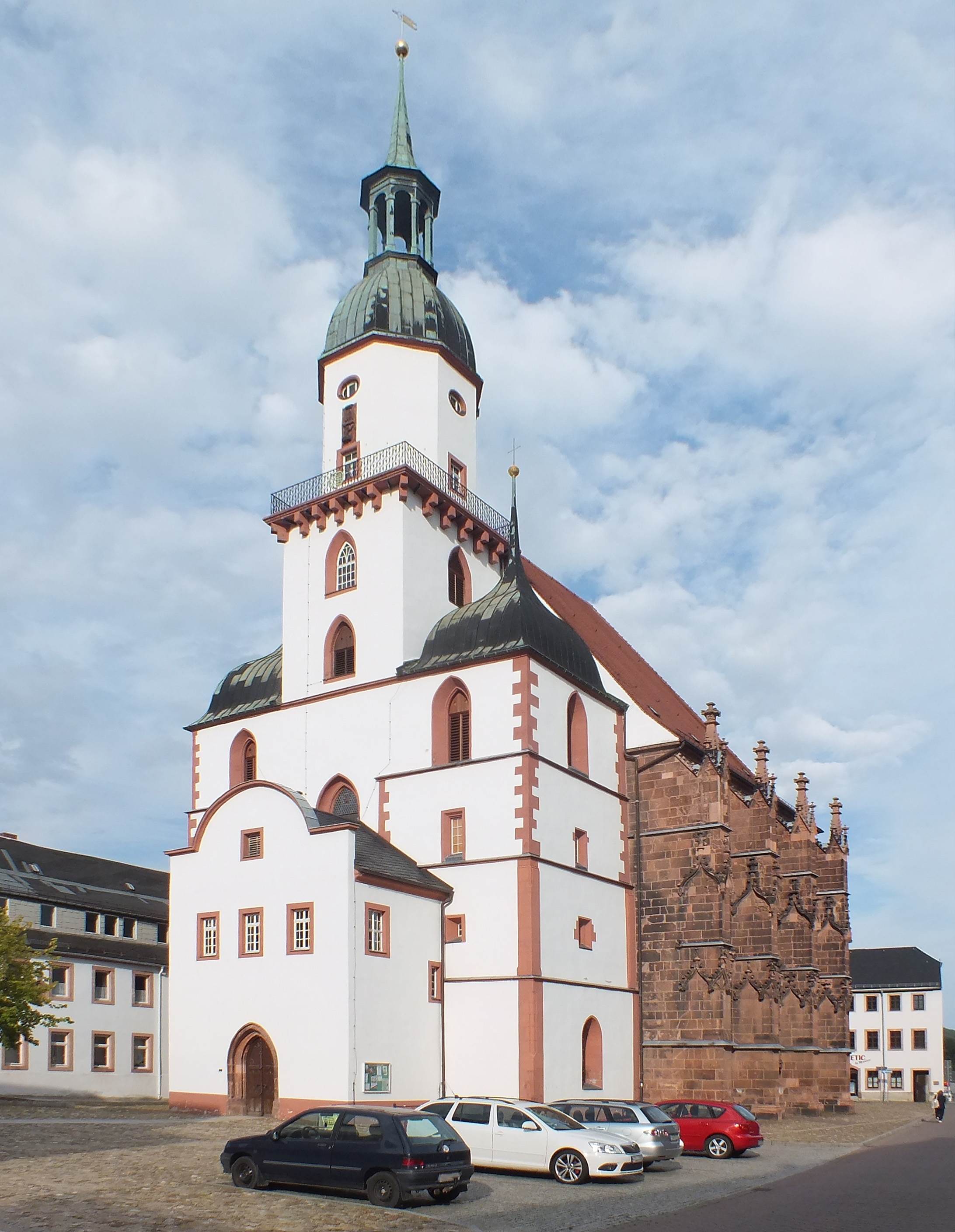
Die Kunigundenkirche von Südwesten

St. Kunigunde (auch Kunigundenkirche) ist eine der beiden evangelisch-lutherischen Stadtkirchen in Rochlitz in Sachsen. Namenspatronin ist die heilige Kunigunde, die Gemahlin des heiligen Kaisers Heinrich II. Die Kirche ist kunsthistorisch berühmt für ihren spätgotischen, außen reich verzierten Chor und die Fassade des südlichen Seitenschiffes aus der ersten Hälfte des 15. Jahrhunderts.

## Lage
Die Kunigundenkirche liegt am Kunigundenplatz am östlichen Ende des großen Platzgebildes der Rochlitzer Altstadt, dessen westliches Ende der Markt ist. Vom Topfmarkt führt die Kirchgasse direkt auf das Westportal der Kirche. Südlich der Kirche verläuft die Kunigundenstraße, die ehemals gleich hinter der Kirche durch das Untertor führte, das die Stadtgrenze markierte.

## Geschichte

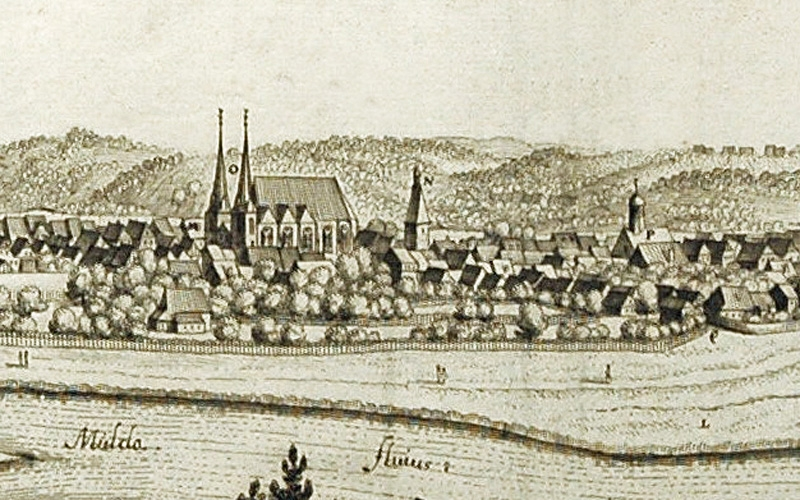
St. Kunigunde (O) vor dem Dreißigjährigen Krieg. Ausschnitt aus einem Stich von Merian von 1650

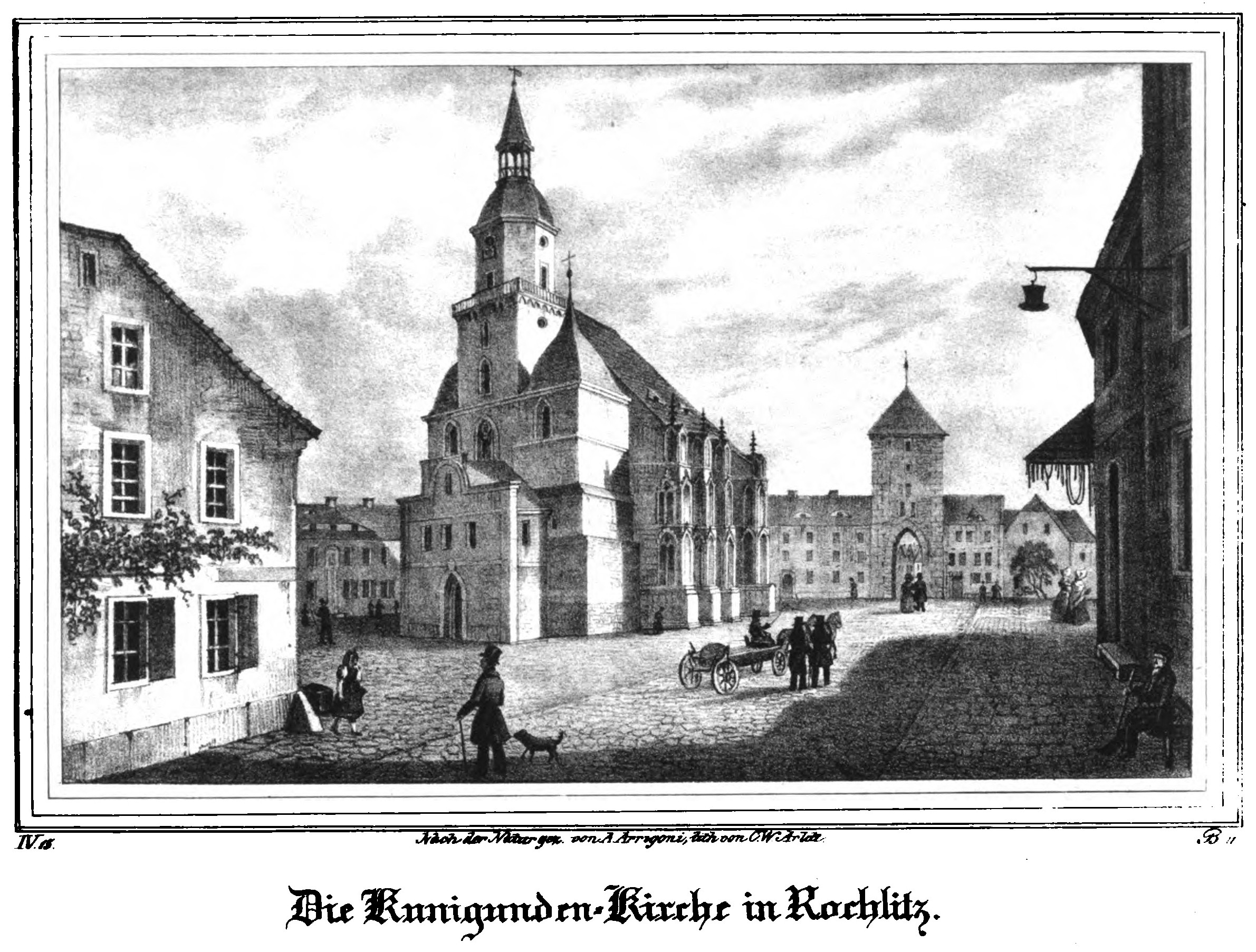
St. Kunigunde vor dem Untertor um 1830

Der zunächst romanische Bau der Kunigundenkirche entstand mit der planmäßigen Anlage der Ratsstadt Rochlitz am Ende des 12. Jahrhunderts. Die Weihe wird wegen der Namensgebung kurz nach 1200 vermutet, da die Heiligsprechung von Kunigunde im Jahre 1200 erfolgte. Die Kirche war zunächst eine Filialkirche von St. Petri und erhielt die vollen Pfarrrechte erst 1546, wodurch sie offiziell zur zweiten Stadtkirche wurde. Von der romanischen Kirche sind die ersten vier Geschosse der äußeren beiden Teile der Turmfront erhalten, die aus Schiefergestein errichtet sind.
Um 1417 wurde ein aufwändiger spätgotischer Neubau begonnen und – durch die Hussitenkriege unterbrochen – etwa 1476 fertig gestellt. Von besonderer kunsthistorischer Bedeutung ist die reich durch Maßwerk und weitere Schmuckelemente vierzierte Fassade des neuen Chores und des südlichen Seitenschiffes. Der neue Bau hatte zwei spitze Türme auf den romanischen Bauteilen und ein gemeinsames Dach über Langhaus und Chor. Die Seitenschiffe trugen über jedem Joch einen Zwerchgiebel mit Querdach (siehe Merian-Abbildung). 1513 kam der Flügelaltar in die Kirche, 1515 die erste Orgel.
Die spitzen Türme hielten sich bis ins 17. Jahrhundert. 1681 vernichtete ein Stadtbrand die Türme und alle hölzernen Aufbauten. Beim Wiederaufbau entschied man sich 1688 für nur einen Mittelturm in nahezu der heute noch vorhandenen barocken Form. Es entstanden die beiden getrennten Dächer für Langhaus und Chor, und der Eingangsbau vor der Westfront wurde errichtet. Nach einem neuerlichen Brand 1804 wurde der Achteckaufsatz nochmals neu erbaut.
Von 1862 bis 1864 wurde das Innere der Kunigundenkirche im Sinne der Denkmalpflege des 19. Jahrhunderts grundlegend umgestaltet. Die nach 1688 entstandene barocke Ausstattung verschwand. 1920 wurde im südlichen Seitenbogen der Orgelempore eine pneumatische Orgel der Rochlitzer Orgelbaufirma Schmeißer eingebaut. 1933 bis 1935 erfolgte eine weitere Restaurierung. Dabei wurden die Seitenemporen entfernt, neues Gestühl und eine neue Orgelempore eingebaut sowie eine Bemalung ausgeführt, die sich an der teilweise freigelegten spätgotischen Gestaltung orientierte. Bei Ausgrabungen wurden die romanischen Fundamente des Vorgängerbaus gefunden.
Nach 1990 erfolgten weitere Erhaltungsmaßnahmen. 2002 konnten die Sanierung des Daches und die Restaurierung des Flügelaltars abgeschlossen werden. Von 2010 bis 2013 wurde die Orgel saniert.

## Baubeschreibung
Das äußere Erscheinungsbild der Kunigundenkirche ist zweigeteilt. Nach Westen erhebt sich ein massiver weiß verputzter Baukörper mit einem Mittelturm, an den sich nach Osten ein vollständig aus dem rötlichen Rochlitzer Porphyr bestehendes Kirchengebäude anschließt.
Die Westfront mit Gliederungen aus Rochlitzer Porphyr ist dreigeteilt, wobei die äußeren Teile über dem vierten Geschoss flache Turmhauben tragen. Der quadratische Mittelteil verschlankt sich nach zwei weiteren Etagen zu einem Achteckturm mit Haube und Laterne, um den ein auskragender Umgang angelegt ist. Vor dem Turmensemble steht ein schlichter Eingangsbau.
An die Westturmanlage schließt sich das dreischiffige aus drei Jochen bestehende Langhaus an. Dieses ist mit 18 mal 15,6 Meter breiter als lang. Auf das Langhaus folgt in gleicher Länge und Breite wie das Mittelschiff der Chor. Nach zwei Vorjochen schließt dieser in einem 7/12-Polygon ab. Alle Schiffe und der Chor haben die gleiche Höhe von 15 Metern. Chor- und Langhausdach sind ziegelgedeckt, wobei bei gleicher Neigung das Langhaus wegen des breiteren Baus entsprechend höher ist.
Die Joche des Langhauses und des Chors werden durch weit vorspringende Strebepfeiler getrennt. Die Hauptschauseite der Kirche ist die Südfront des Langhauses. Plastischer Schmuck, wie Kielbögen, aufgesetztes Maßwerk und Konsolen, überzieht alle Wand- und Pfeilerflächen. Die Konsolen an den Strebepfeilern sind als Skulpturen ausgebildet, die sowohl menschliche Gestalten als auch Tiere darstellen. Abschluss der Strebepfeiler sind kleine Giebel, aus denen ein Fialturm nach oben wächst. Die hohen drei- und vierbahnigen Fenster sind mit jeweils verschiedenem Maßwerk geschmückt. An der schlichteren Nordseite fügt sich in der Ecke von Chor und Langhaus der Bau der Sakristei ein.

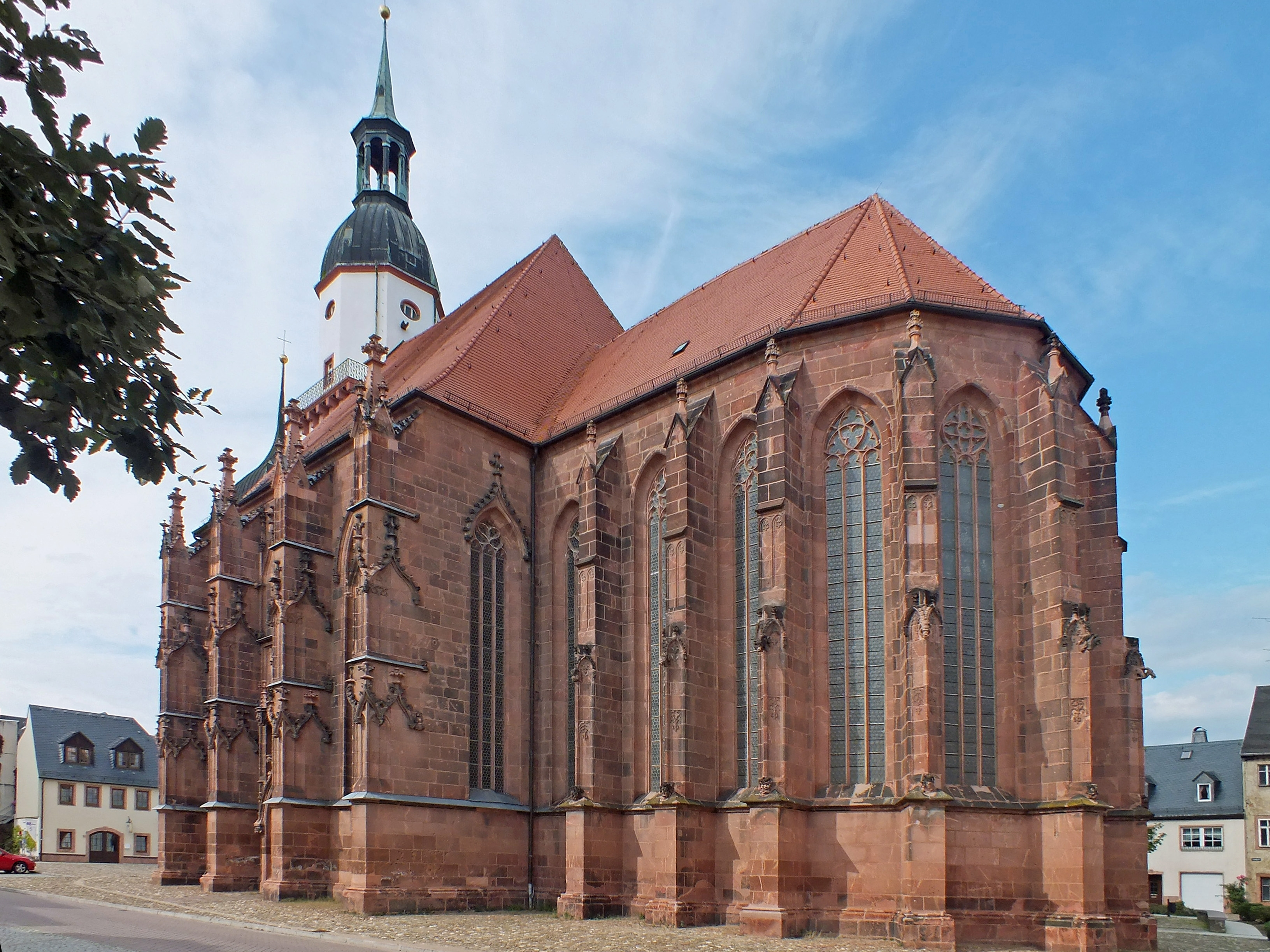
Der gotische Teil der Kunigundenkirche von Südosten
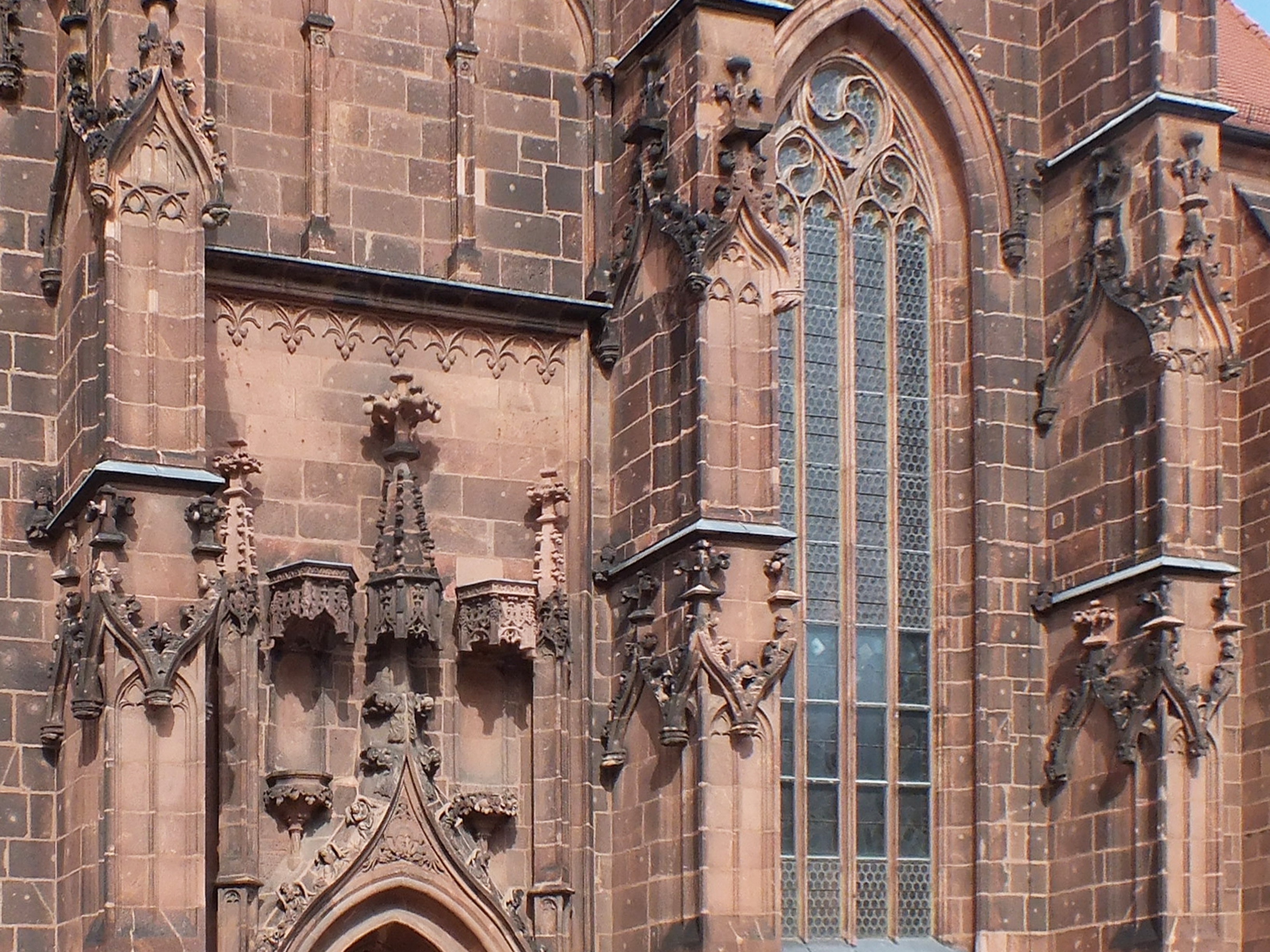
Teilansicht der Südfassade
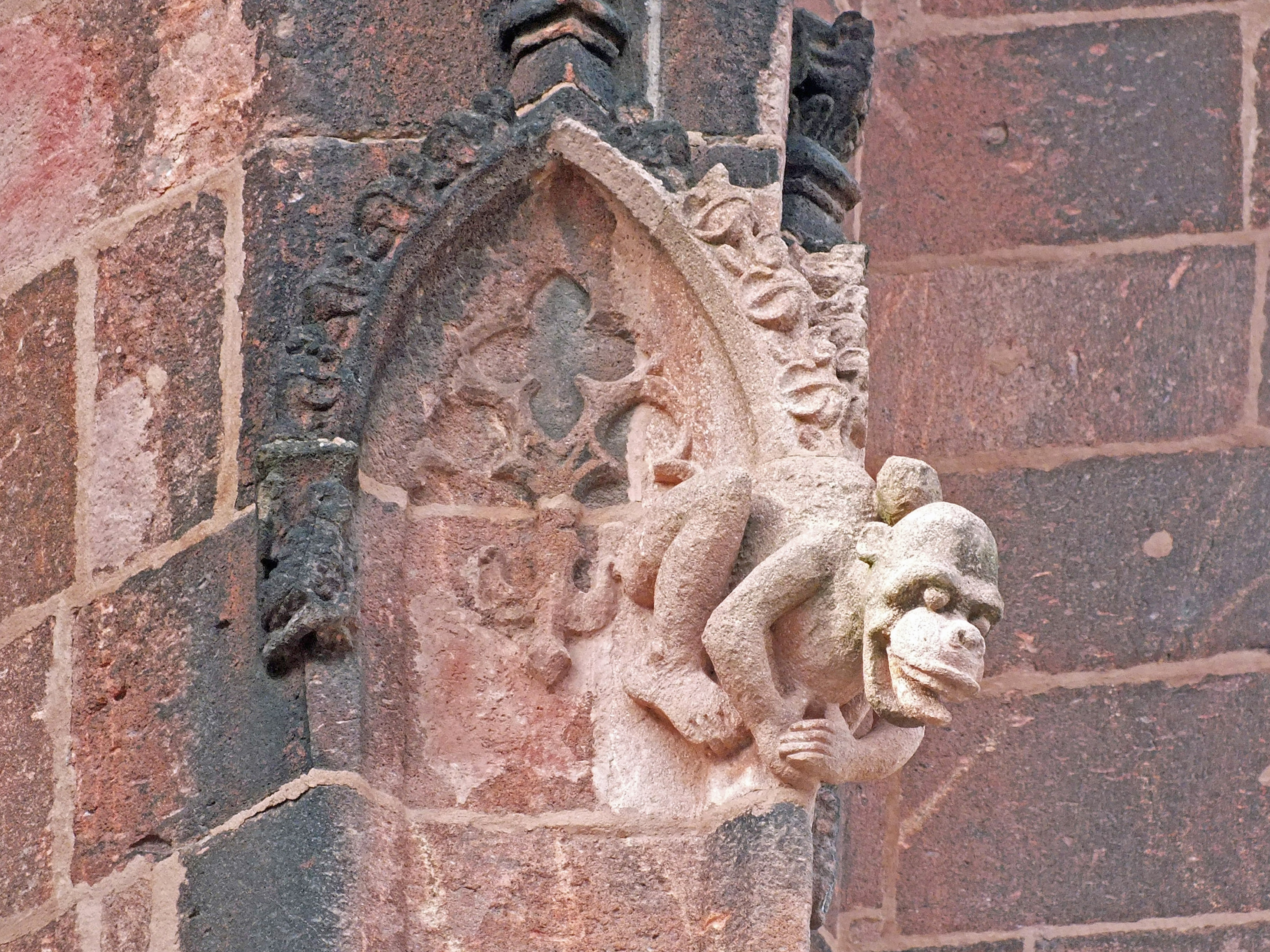
Restaurierte Bauplastik am Chor
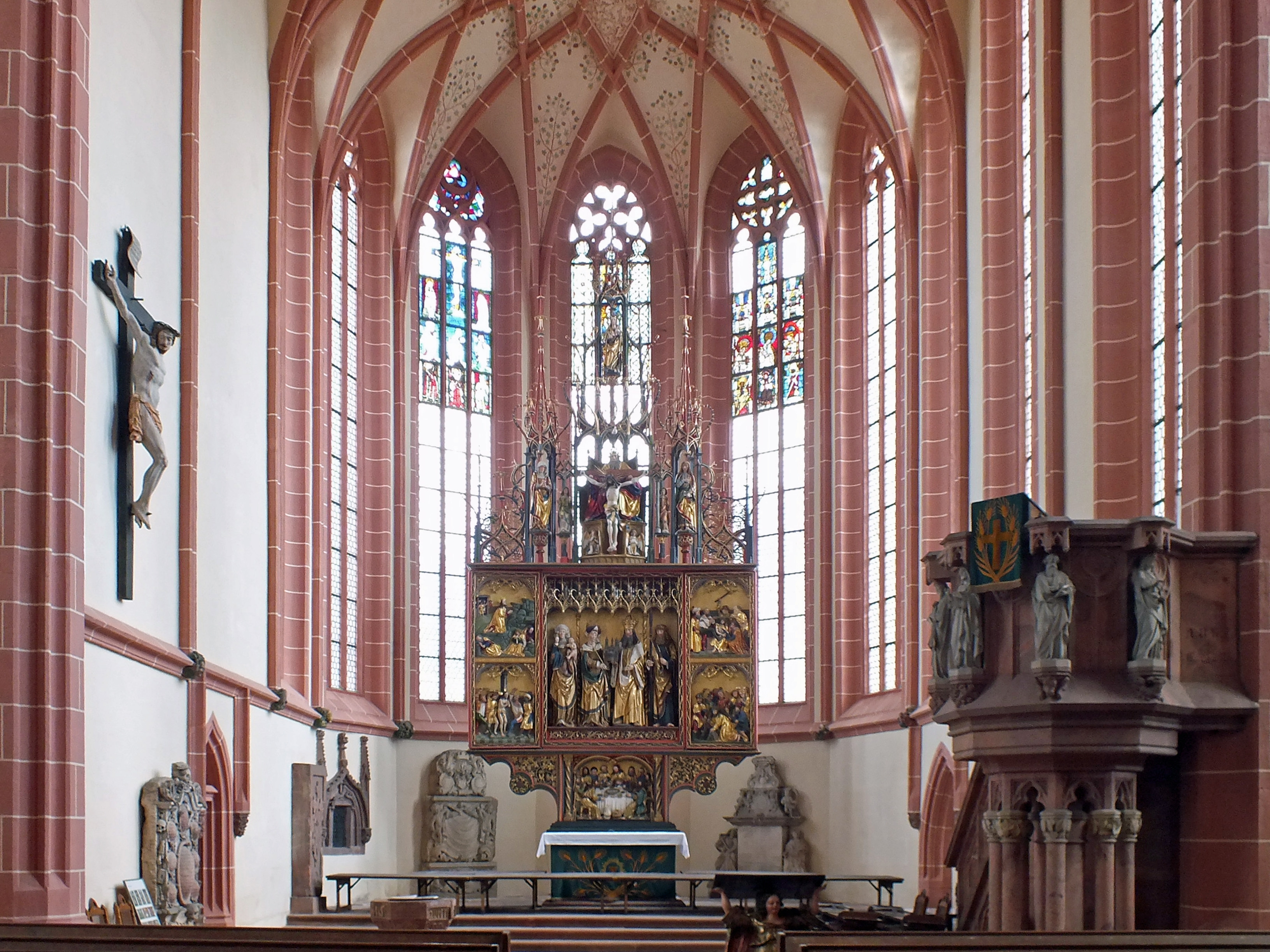
Der Chorraum

## Ausstattung
Der bemerkenswerte geschnitzte Flügelaltar von 1513 wird dem Freiberger Holzbildhauer Philipp Koch zugeschrieben. In der Predella ist das Letzte Abendmahl dargestellt. Der Mittelschrein enthält vier monumentale Figuren: in der Mitte die Heilige Kunigunde und ihr Gemahl Kaiser Heinrich II., links Anna selbdritt und rechts der Apostel Thomas. In den Altarflügeln sind vier Szenen aus dem Leiden Christi dargestellt. Durch zweimaliges Wenden der Flügel kann die Darstellung des Altars verändert werden. Es erscheinen zunächst die Gemälde, die zum einen Jesus im Kreise der zwölf Apostel in einer Renaissance-Halle und zum anderen die Vierzehn Nothelfer darstellen. Die nächste Wandlung zeigt Etappen aus dem Leben der Kirchenpatronin Kunigunde und ihres Gemahls. Die Tafelbilder können verschiedenen sächsischen Malern zugeschrieben werden. Über dem Retabel erhebt sich ein prächtiges farblich gefasstes Gesprenge aus Rankenwerk und Fialen, das weitere Figuren enthält. Gottvater präsentiert seinen am Kreuz geopferten Sohn flankiert von Johannes und Maria. Darüber schwebt die Taube des Heiligen Geistes, und ganz oben erscheint noch einmal die Madonna mit Kind im Strahlenkranz.

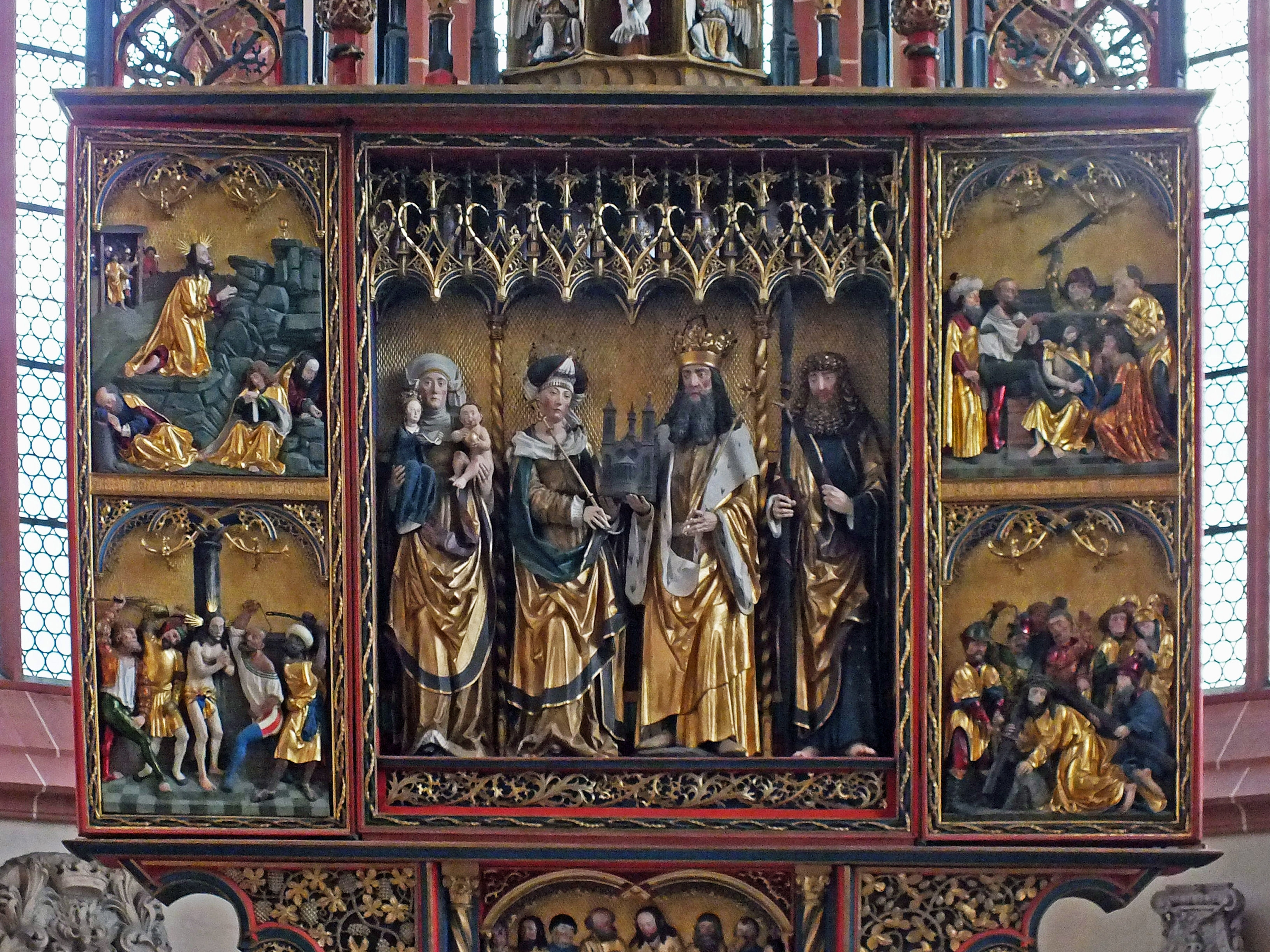
Der Schrein des Flügelaltars
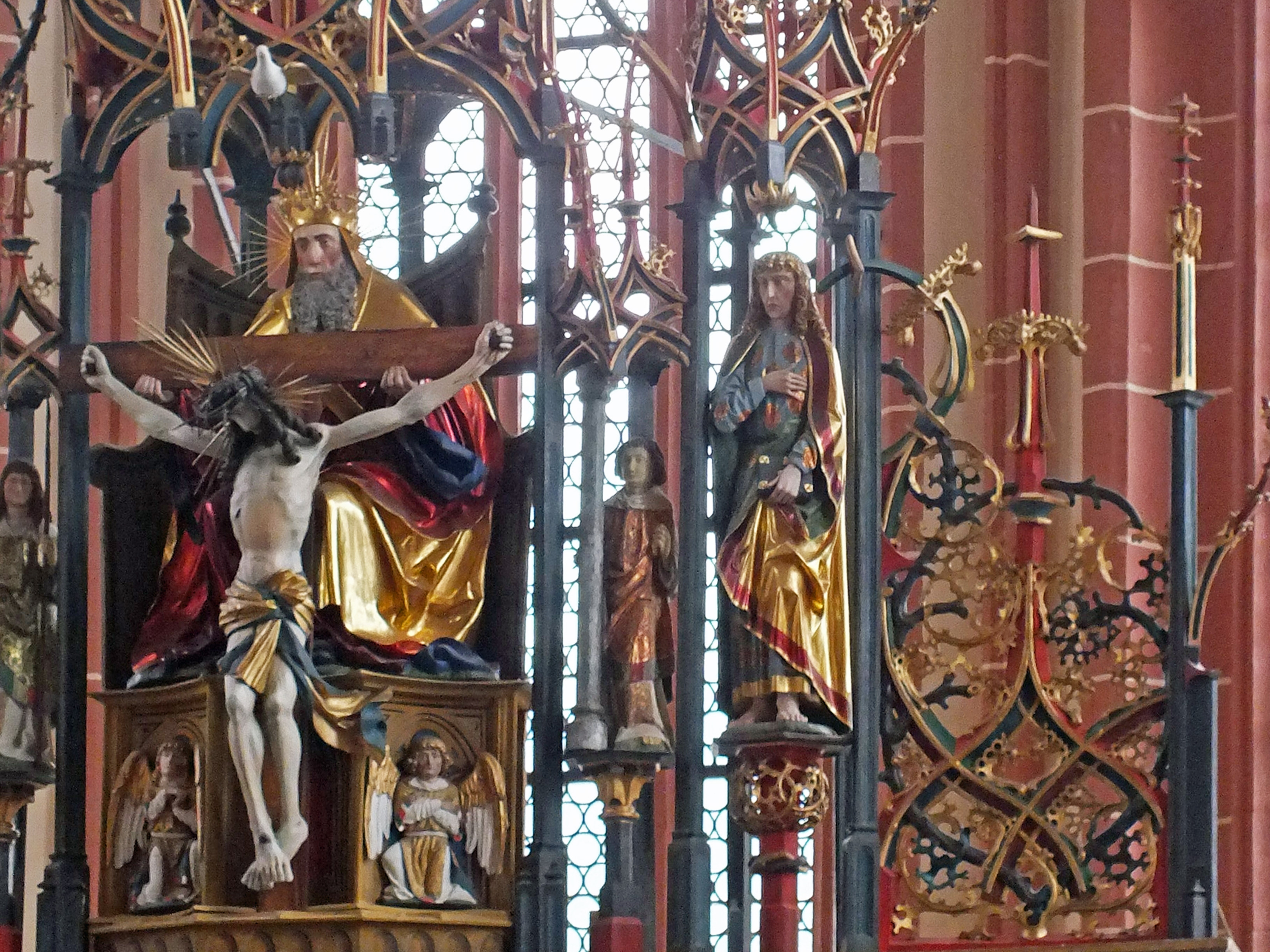
Teil des Altargesprenges
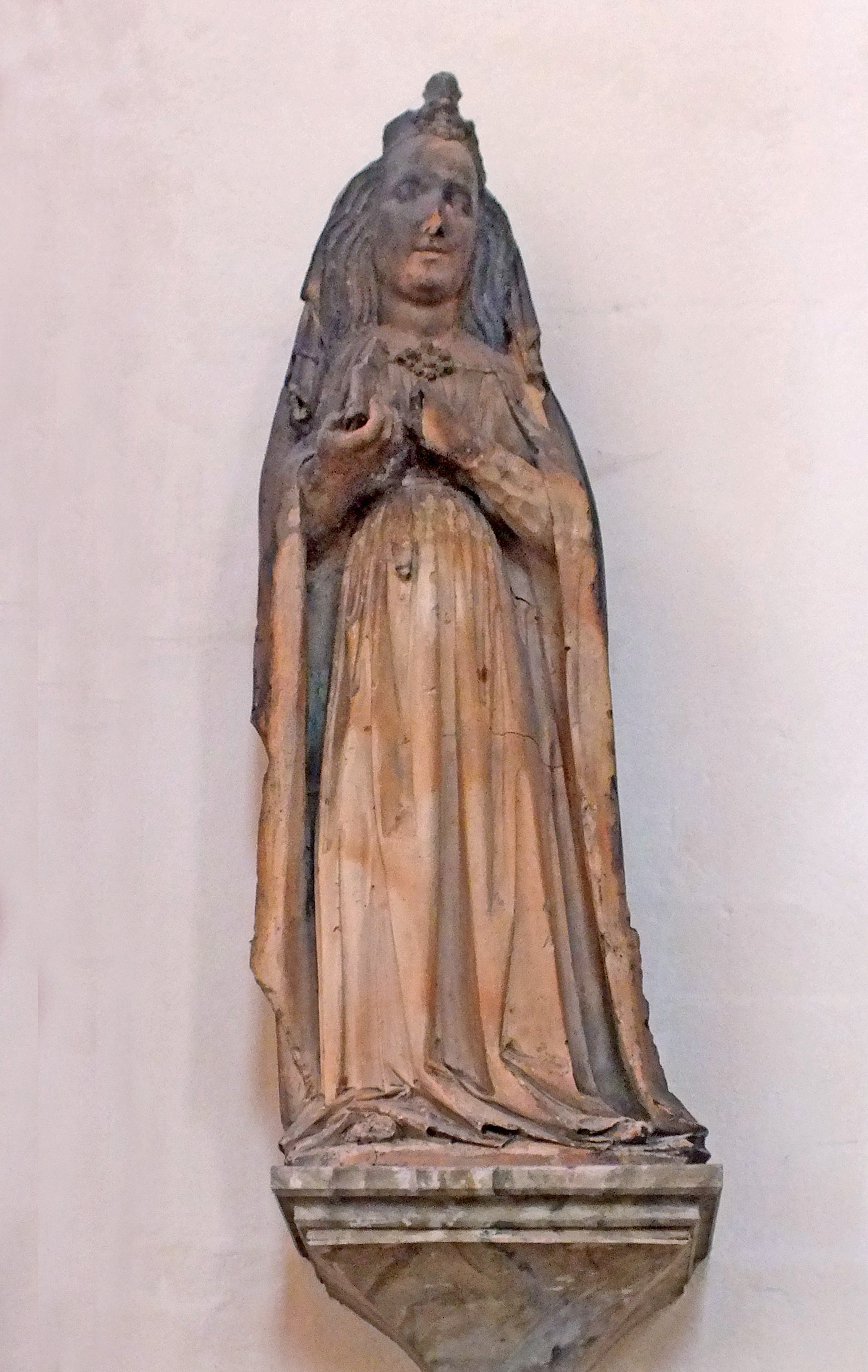
Terrakottafigur der Hl. Kunigunde
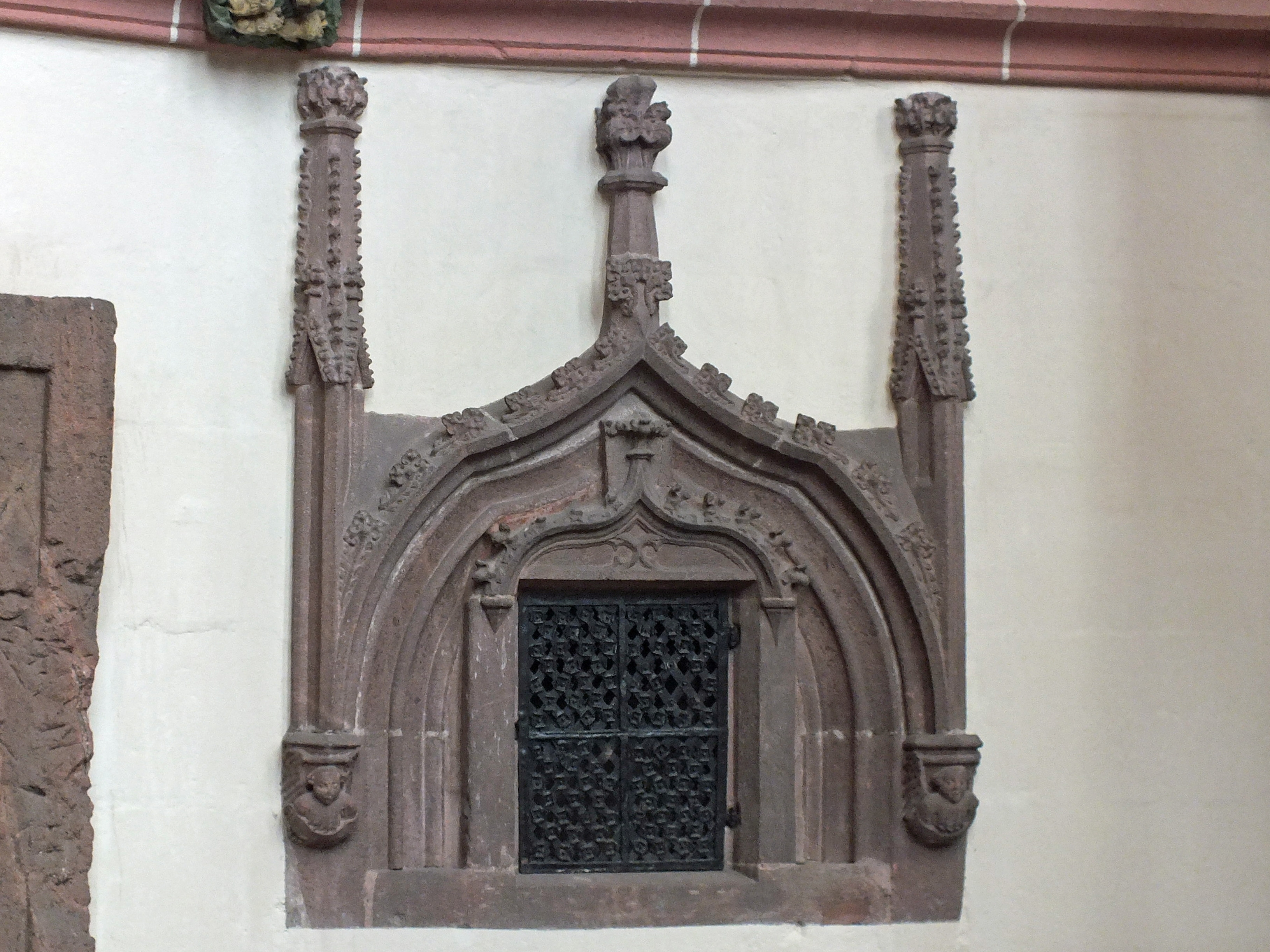
Gotisches Sakramentshäuschen
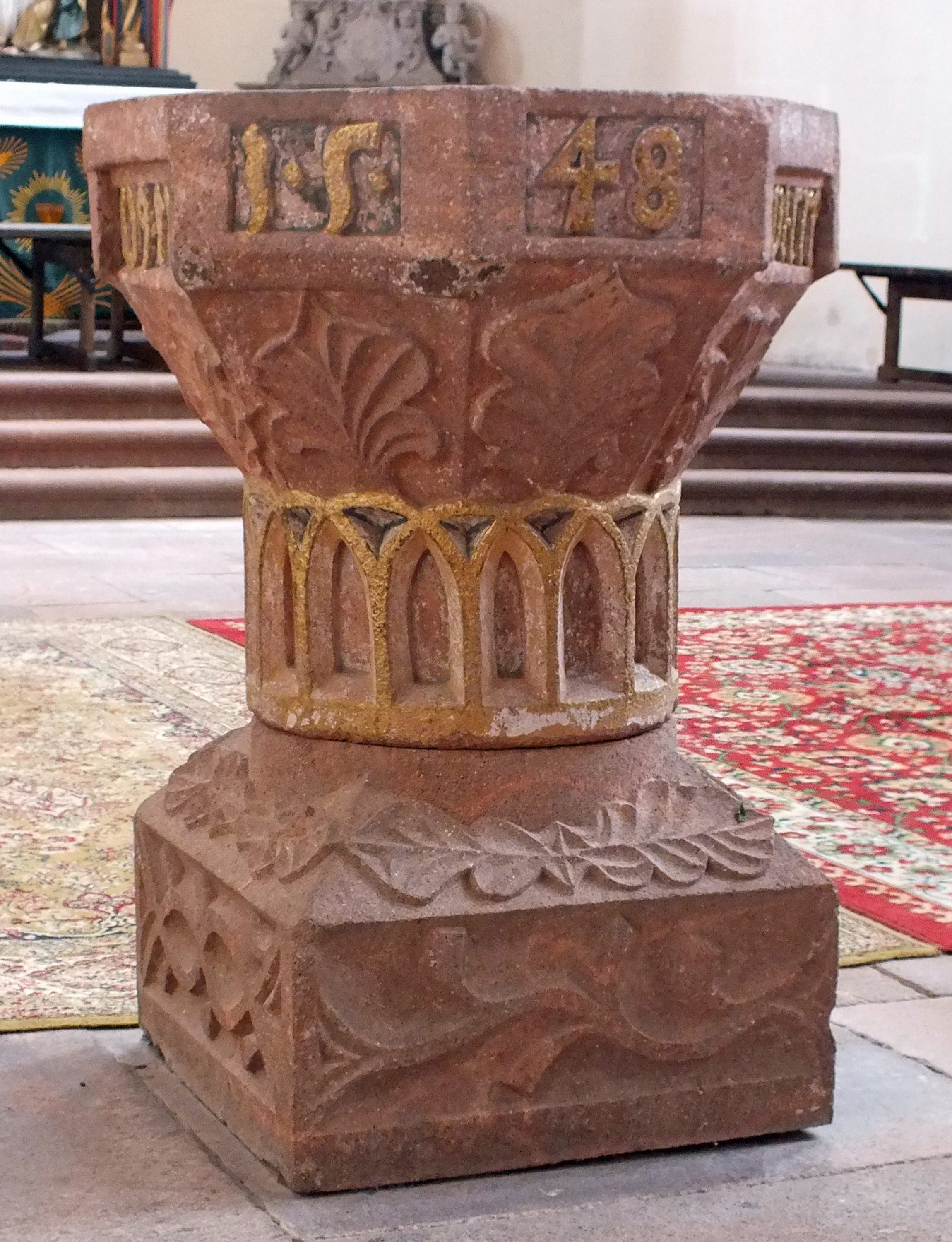
Taufstein von 1548

Früher waren außen über dem Südportal in zwei jetzt leeren Sockel-Baldachin-Nischen großformatige Terrakottafiguren von Kunigunde und Heinrich angebracht. Diese befinden sich jetzt an nahezu gleicher Stelle innerhalb der Kirche. Sie gehören mit ihrer Entstehungszeit im 15. Jahrhundert zu den ältesten Tonfiguren dieser Art in Sachsen. Ebenfalls aus dem 15. Jahrhundert stammen die farbigen Teile der mittleren drei Chorfenster. Im Chor sind an den Kreuzungspunkten der Dienste mit dem durchlaufenden Gesims der unteren ungegliederten Wandzone Konsolen mit kleinen farbig gefassten Reliefs mit Themen um die Geburt Christi gestaltet.
Aus dem 16. Jahrhundert datieren das gotische Sakramentshäuschen links neben dem Altar und ein von der Herzogin Elisabeth gestifteter Taufstein, beide aus Rochlitzer Porphyr. Ein großes Kruzifix an der Nordseite des Chores stammt aus dem 17. Jahrhundert und die neugotische Kanzel mit den Figuren Christi und der Evangelisten aus dem 19. Jahrhundert.

## Orgel

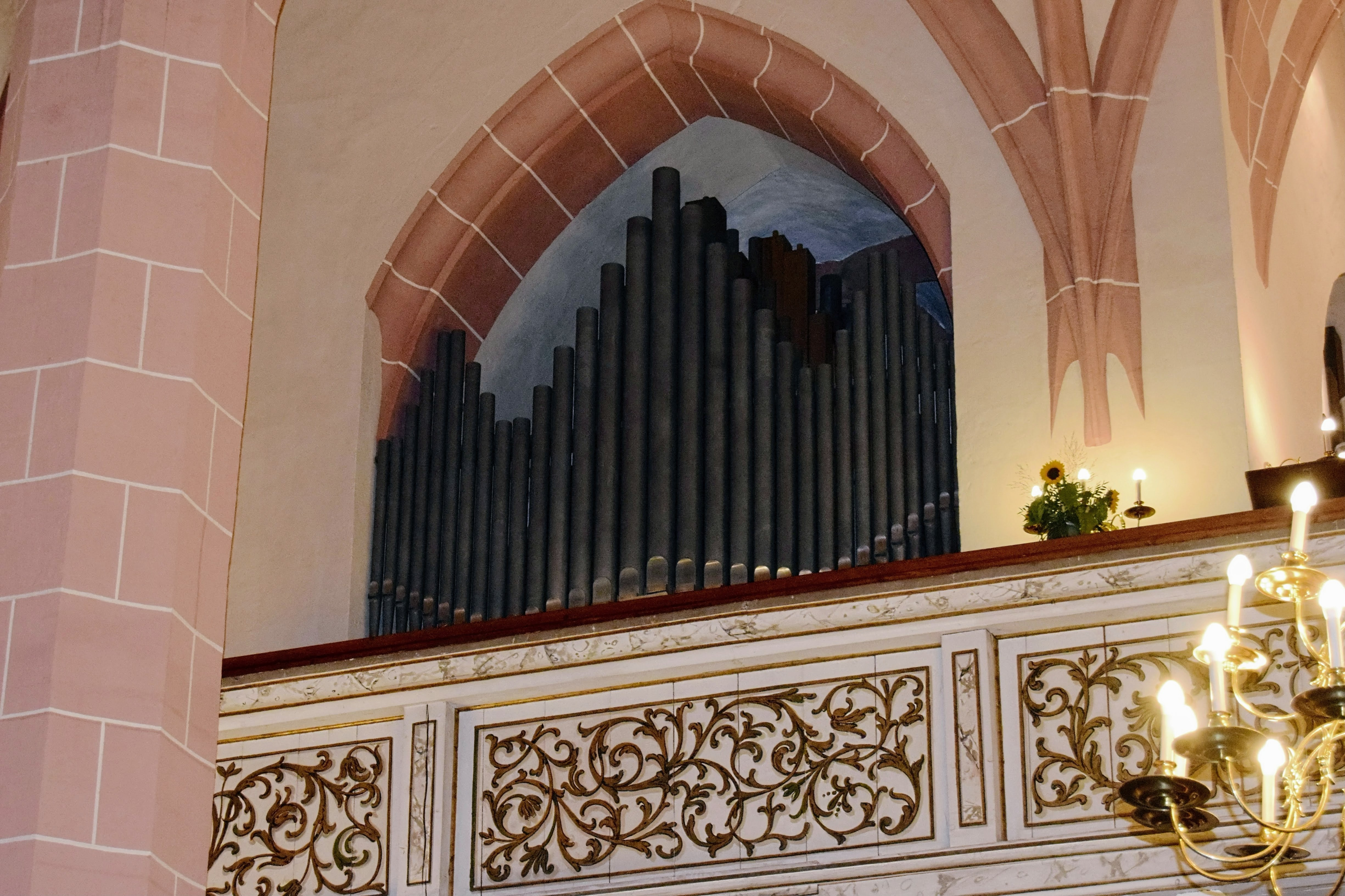
Orgel

Die große Orgel wurde 1920 von dem Orgelbauer Alfred Schmeisser (Rochlitz) erbaut. Das Membranladen-Instrument hat 49 Register auf drei Manualwerken und Pedal. Die Trakturen sind pneumatisch. 2013 erfolgte eine Generalüberholung.
| I Hauptwerk C–g3 |       |
| Bordun           | 16′   |
| Prinzipal        | 8′    |
| Rohrflöte        | 8′    |
| Hohlflöte        | 8′    |
| Gamba            | 8′    |
| Gemshorn         | 8′    |
| Oktave           | 4′    |
| Fugara           | 4′    |
| Quinte           | 2 ⁄3′ |
| Oktave           | 2′    |
| Mixtur IV        |       |
| Trompete         | 8′    |

| II Manualwerk C–g3 |    |
| Flötenprinzipal    | 8′ |
| Gedackt            | 8′ |
| Soloflöte          | 8′ |
| Dolce              | 8′ |
| Quintatön          | 8′ |
| Violine            | 8′ |
| Oktave             | 4′ |
| Rohrflöte          | 4′ |
| Waldflöte          | 2′ |
| Scharff III        |    |
| Cornett II–IV      |    |
| Clarinette         | 8′ |

| III Schwellwerk C–g3 |       |
| Harmonika            | 16′   |
| Geigenprinzipal      | 8′    |
| Gedackt              | 8′    |
| Gemshorn             | 8′    |
| Salizional           | 8′    |
| Aeoline              | 8′    |
| Vox coelestina       | 8′    |
| Prästant             | 4′    |
| Salizet              | 4′    |
| Gemshornquinte       | 2 ⁄3′ |
| Piccolo              | 2′    |
| Rauschpfeife II–III  |       |
| Oboe                 | 8′    |

| Pedalwerk C–f1  |         |
| Prinzipal       | 16′     |
| Violonbaß       | 16′     |
| Subbaß          | 16′     |
| Harmonika       | 16′     |
| Quintbaß        | 10 2⁄3′ |
| Oktavbaß        | 8′      |
| Gedackt         | 8′      |
| Ital. Prinzipal | 2′      |
| Posaune         | 16′     |
| Trompete        | 8′      |

- Koppeln: II/I (auch als Sub- und Superoktavkoppeln), III/I, III/II (auch als Sub- und Superoktavkoppeln), I/P, II/P, III/P;